# Drue Tranquill
Drue Tranquill (Fort Wayne, 15 agosto 1995) è un giocatore di football americano statunitense che milita nel ruolo di linebacker per i Kansas City Chiefs della National Football League (NFL).

## Carriera

### Los Angeles Chargers
Tranquill fu scelto nel corso del quarto giro (130º assoluto) del Draft NFL 2019 dai Los Angeles Chargers. Debuttò come professionista subentrando nel primo turno contro gli Indianapolis Colts mettendo a segno un placcaggio. La sua prima stagione si chiuse con 75 tackle in 15 presenze (3 come titolare), venendo inserito nella formazione ideale dei rookie della Pro Football Writers Association come special teamer.

### Kansas City Chiefs
Il 21 marzo 2023 Tranquill firmò con i Kansas City Chiefs.

## Palmarès

### Franchigia
- Super Bowl : 1

Kansas City Chiefs: LVIII
- American Football Conference Championship: 2

Kansas City Chiefs: 2023, 2024

### Individuale
- PFWA All-Rookie Team - 2019